# Среднецарицынское сельское поселение
Среднецари́цынское се́льское посе́ление — муниципальное образование в составе Серафимовичского района Волгоградской области.
Административный центр — хутор Среднецарицынский.

## История
Среднецарицынское сельское поселение образовано 24 декабря 2004 года в соответствии с Законом Волгоградской области № 979-ОД.

## Население
| 2010 | 2012 | 2013 | 2014 | 2015 | 2016 | 2017 |
| ---- | ---- | ---- | ---- | ---- | ---- | ---- |
| 928  | ↘913 | ↘897 | ↘896 | ↘882 | ↘864 | ↗872 |
| 2018 | 2019 | 2020 | 2021 |      |      |      |
| ↘847 | ↘819 | ↘818 | ↘815 |      |      |      |

## Известные уроженцы, жители
- Калинин, Александр Сергеевич (1937—2012) — Герой Социалистического Труда.

## Состав сельского поселения
| № | Населённый пункт  | Тип населённого пункта        | Население |
| - | ----------------- | ----------------------------- | --------- |
| 1 | Карагичев         | хутор                         | 7         |
| 2 | Коротовский       | хутор                         | 186       |
| 3 | Среднецарицынский | хутор, административный центр | 644       |
| 4 | Фомихинский       | хутор                         | 91        |

### Упразднённые населённые пункты
Белонемухин — упразднённый в 2002 году хутор.

## Инфраструктура
Личное подсобное хозяйство с зоной сельскохозяйственного использования, индивидуальная застройка усадебного типа.
Основа экономики — сельское хозяйство.